# SAP OnDemand Solutions
SAP OnDemand Solutions是SAP推出的SaaS系列方案，按需配置型应用软件。该方案包括针对企业整体管理的ERP套件：SAP Business ByDesign,  针对企业部门级管理的SAP CRM Ondemand（按需配置型客户关系管理），供应商管理，货源甄选管理等，也包括对团体或者个人的Saas工具，如Streamworks（决策协作平台）